# Candidatura di Torino per ospitare i XX Giochi olimpici invernali
La candidatura di Torino per ospitare i XX Giochi olimpici invernali, detta anche Torino 2006, fu una proposta ufficiale del Comitato olimpico nazionale italiano (CONI) al Comitato Internazionale Olimpico (CIO) per l'assegnazione delle Olimpiadi invernali del 2006 al capoluogo piemontese, che si concluse con il conferimento dell'organizzazione di quei Giochi all'Italia.

## Precedenti candidature
L'inventore dei Giochi Pierre De Coubertin, nella sua opera Mémoires olympiques del 1932, fece riferimento a una prima candidatura di Torino per i Giochi estivi 1908, della quale però non risulta traccia nei documenti ufficiali in archivio del CIO. Tuttavia, il dirigente sportivo Carlo Compans de Brichanteau aveva provato in quel periodo (precisamente nel 1907) ad avanzare una candidatura torinese, seppur informale, per dei Giochi olimpici estivi straordinari da far disputare nel 1911 nel capoluogo piemontese, quale celebrazione del 50° anniversario dell'Unità d'Italia.

## Storia della candidatura

Logo di candidatura di Torino 2006, realizzato da Giorgetto Giugiaro

La proposta di candidatura di Torino ad ospitare i Giochi invernali nel 2006 avvenne a seguito dello svolgimento dei campionati mondiali di sci alpino 1997 nella vicina Sestriere; tra i promotori dell'idea vi fu il generale dei Carabinieri Franco Romano, con il successivo sostegno dell'industriale torinese Gianni Agnelli. La proposta venne accolta subito dalle tre istituzioni locali (Comune e Provincia di Torino, Regione Piemonte) che approntarono un dossier di candidatura, nel secondo semestre del 1997, da consegnare alla Giunta del Comitato Olimpico Nazionale Italiano per ottenere il consenso di quest'ultimo alla candidatura ufficiale da presentare al Comitato Olimpico Internazionale. Il CONI si trovò due proposte abbastanza similari tra le quali scegliere, poiché le norme consentono una sola candidatura per nazione: oltre Torino, in pianura ma con vicine le proprie montagne, si era candidata Venezia con le Dolomiti; l'ente scelse nettamente la proposta di Torino, sia per il successo dei recenti mondiali di sci alpino al Sestriere sia per il sostegno del dirigente sportivo torinese Primo Nebiolo. Il governo italiano si impegnò a mettere a disposizione, in caso di assegnazione dei Giochi, la somma di 1 091 000 000 000 di lire.
Il Comitato Promotore venne creato dai tre enti locali sopra citati il 15 aprile 1998, denominandolo "Associazione Torino 2006", e fu presieduto dal designer Giorgetto Giugiaro e da Evelina Christillin (presidente esecutivo). E di Giugiaro fu il logo della candidatura torinese: il designer rappresentò una Mole Antonelliana, simbolo della città piemontese, stilizzata e tecnologica.
La prima candidatura olimpica ufficiale di Torino, in questo caso ad ospitare i XX Giochi olimpici invernali del 2006, avvenne a metà del 1998 con la presentazione al CIO della richiesta da parte degli enti preposti: il 14 luglio dal CONI, a firma del presidente Mario Pescante; il 27 luglio dal sindaco di Torino Valentino Castellani; il 31 luglio dal Presidente del Consiglio dei ministri della Repubblica Italiana Romano Prodi.
Il 31 agosto 1998 fu consegnato al CIO il dossier ufficiale della candidatura di Torino, in larga parte similare a quello realizzato l'anno precedente ottenere l'approvazione del CONI; era previsto un polo per gli sport del ghiaccio nel capoluogo e un polo per le discipline della neve nell'area alpina, con la centralità di Sestriere. Successivamente, in ottobre, una commissione del CIO visitò le località del dossier per giudicare il progetto olimpico e confrontarlo con quello delle altre candidate: il risultato fu una classifica ufficiosa che metteva Torino al secondo posto, dietro la svizzera Sion.

## Proposta

### Data
La data proposta per lo svolgimento dei Giochi sarebbe stata il periodo compreso tra il 4 febbraio e il 19 febbraio.

### Impianti
Gli impianti proposti per i Giochi furono i seguenti:
| Città                    | Impianto                          | Sport                   |
| ------------------------ | --------------------------------- | ----------------------- |
| Torino                   | Nuova struttura                   | Pattinaggio di velocità |
| Torino                   | Nuovo palazzetto polisportivo     | Hockey su ghiaccio      |
| Torino                   | Palazzo a Vela                    | Pattinaggio di figura   |
| Torino                   | Palazzo a Vela                    | Short track             |
| Torino                   | Torino Esposizioni                | Hockey su ghiaccio      |
| Torino                   | Nuova struttura                   | Curling                 |
| Bardonecchia (Torino)    | Nuovo impianto                    | Snowboard               |
| Bardonecchia (Torino)    | Sci alpino                        |                         |
| Cesana Torinese (Torino) | San Sicario                       | Biathlon                |
| Cesana Torinese (Torino) | San Sicario                       | Sci alpino              |
| Oulx (Torino)            | Pista di bob, skeleton e slittino | Bob                     |
| Oulx (Torino)            | Pista di bob, skeleton e slittino | Skeleton                |
| Oulx (Torino)            | Pista di bob, skeleton e slittino | Slittino                |
| Pinerolo (Torino)        | Palazzetto esistente              | Hockey su ghiaccio      |
| Pragelato (Torino)       | Nuovo stadio                      | Combinata nordica       |
| Pragelato (Torino)       | Nuovo stadio                      | Sci di fondo            |
| Pragelato (Torino)       | Nuovo trampolino                  | Combinata nordica       |
| Pragelato (Torino)       | Nuovo trampolino                  | Salto con gli sci       |
| Sauze d'Oulx (Torino)    | Nuovo impianto                    | Freestyle               |
| Sestriere (Torino)       |                                   | Sci alpino              |

### Costi e finanziamenti
Il bilancio preventivato dei Giochi inserito nel dossier di candidatura, prevedeva che l'eventuale comitato organizzatore avrebbe avuto ricavi pari a 815000000 $, con i costi ammontanti a 780000000 $, per un surplus quindi di 35000000 $. Invece i costi fuori budget preventivati (ristrutturazione dell'Aeroporto di Caselle, viabilità, impianti di gara e villaggi olimpici) sarebbero stati a carico degli enti pubblici locali e statali, oltre a investimenti di privati, per una spesa totale di 1294000000 $. Il Governo della Repubblica Italiana accettò di assumersi la responsabilità finanziaria dell'eventuale organizzazione dei Giochi, per una spesa di 616000000 $.

## Assegnazione dei Giochi

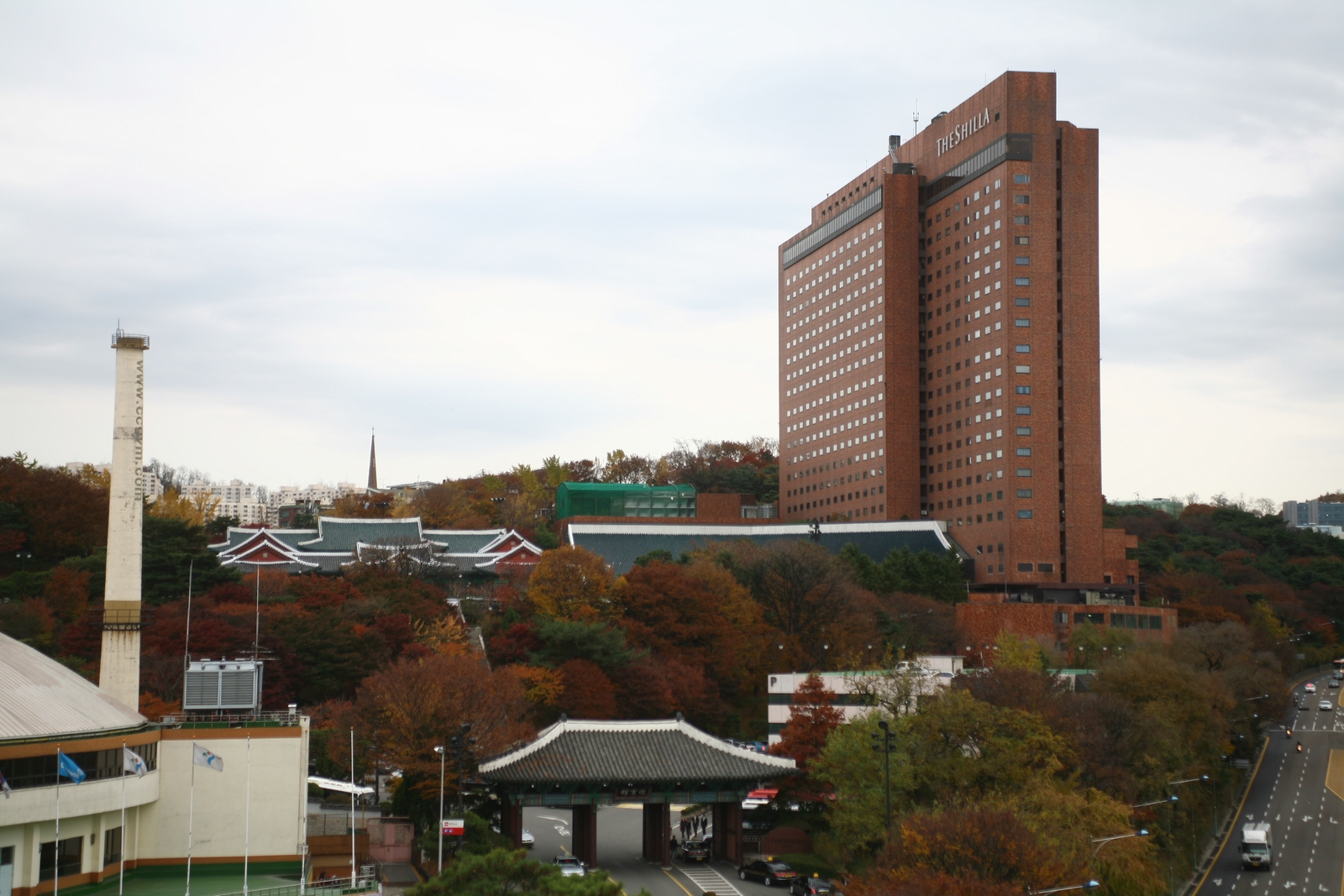
L'Hotel Shilla a Seul, al cui interno furono assegnati dal CIO, nel 1999, i Giochi alla città di Torino.

I XX Giochi olimpici invernali del 2006 furono assegnati il 19 giugno 1999, durante il 109º congresso del Comitato Olimpico Internazionale (CIO) svoltosi a Seul.
Nella sede congressuale, ospitata nei locali dell'Hotel Shilla di Seul, vennero presentate sei candidature: Helsinki (Finlandia), Klagenfurt (Austria), Poprad (Slovacchia), Sion (Svizzera), Torino (Italia) e Zakopane (Polonia). Tra l'altro, quella di Klagenfurt fu una proposta di candidatura multinazionale tra Austria, Slovenia e Italia; in quest'ultima, in caso di assegnazione, si sarebbero tenute a Tarvisio alcune gare di sci alpino, sci di fondo e di combinata nordica e a Cortina d'Ampezzo le gare di bob, slittino e skeleton presso la Pista Eugenio Monti.
La candidatura di Torino fu presentata dal sindaco Valentino Castellani e dal presidente esecutivo del Comitato Promotore Evelina Christillin, con l'aggiunta di un breve discorso in video del presidente della Repubblica Carlo Azeglio Ciampi, che confermava il sostegno istituzionale di tutto il Paese, con l'intervento finale dal palco dell'ex fondista Stefania Belmondo.
Dopo la presentazione venne eletta una commissione selezionatrice che scelse come finaliste Sion e Torino; tutti i delegati del CIO furono quindi chiamati a votare solamente tra le due città. Torino venne scelta con 53 voti contro i 36 della favorita Sion. Il risultato fu annunciato alla platea del Congresso dal presidente del CIO Juan Antonio Samaranch, con le seguenti parole:
Fu la quinta volta che l'organizzazione di un evento olimpico venne affidata dal CIO all'Italia, ma sarà la terza edizione regolarmente svolta dopo i VII Giochi olimpici invernali del 1956 a Cortina d'Ampezzo e i Giochi della XVII Olimpiade del 1960 a Roma (poiché i Giochi della IV Olimpiade del 1908 assegnati sempre sempre a Roma furono disputati a Londra a causa dell'eruzione del Vesuvio del 1906 e i Giochi olimpici invernali 1944 assegnati a sempre a Cortina d'Ampezzo vennero annullati a causa del perdurare della seconda guerra mondiale).
Con i circa 900 000 abitanti che risiedevano allora nel territorio comunale, Torino divenne in quel momento la città più popolosa a ospitare i Giochi olimpici invernali. Come da accordi tra il Comitato Paralimpico Internazionale e il Comitato Olimpico Internazionale, la città di Torino selezionata per ospitare i XX Giochi olimpici invernali ricevette l'incarico di ospitare anche i corrispondenti IX Giochi paralimpici invernali.